# 에밀리 테넌트
에밀리 테넌트(Emily Tennant, 1990년 8월 9일 ~ )는 캐나다의 영화배우, 텔레비전 배우이다.
밴쿠버에서 태어났다.

## 방송
- 시더 코브 시즌2

## 영화
- 심야 주유소의 공포 (2018년)
- USS 인디애나 폴리스 (2016년)
- 웨이 오브 더 위키드 (2014년) - 헤더 역
- 트리플 도그 (2010년)
- 프랭키와 앨리스 (2010년)
- 좀비 펀치 (2009년)
- 아이 러브 유, 베스 쿠퍼 (2009년)
- 죽여줘! 제니퍼 (2009년)
- 미이라 - 비밀의 문 (2008년)
- 주노 (2007년)
- 마스터즈 오브 호러 시즌 2 에피소드 2 - 가족 (2006년)
- 존 터커 머스트 다이 (2006년)
- 닥터 두리틀 3 (2006년)
- 슈퍼내츄럴 (2005년)
- 청바지 돌려입기 (2005년)
- 킹덤 (2004년)
- 아이, 로봇 (2004년)
- 스쿠비 두 2 - 몬스터 대소동 (2004년)